# گوردون کیلیک
گوردون کیلیک (انگلیسی: Gordon Killick; ۳ ژوئن ۱۸۹۹ – ۱۰ اکتبر ۱۹۶۲) قایقران روئینگ اهل بریتانیا بود.